# Snókur (bergstopp i Island, Västfjordarna, lat 66,35, long -22,45)
Snókur är en bergstopp i republiken Island. Den ligger i regionen Västfjordarna, 250 km norr om huvudstaden Reykjavík. Toppen på Snókur är 595 meter över havet.
Trakten runt Snókur är nära nog obefolkad, med mindre än två invånare per kvadratkilometer. Det finns inga samhällen i närheten. Trakten runt Snókur består i huvudsak av gräsmarker.